# Tengere kleefparasol
De tengere kleefparasol (Limacella delicata) is een schimmel behorend tot de familie Amanitaceae. Hij leeft saprotroof op de grond in gemengd loofbos, op humusrijke, kalkhoudende zandbodem en op kalkhoudende leem. Hij is ook enkele malen in kassen gevonden. Hij verschijnt in de maanden augustus - oktober.

## Kenmerken

### Uiterlijke kenmerken
Hoed
De hoed heeft een diameter van 3 tot 6 cm. De vorm van jonge vruchtlichamen is conisch of klokvormig, later boogvormig en boogvormig, uiteindelijk spreidend. De hoedrand is lang opgerold, soms met hangende velum. Het oppervlak is roodbruin of oranjebruin bij jonge vruchtlichamen en bij oudere vruchtlichamen, plakkerig, glanzend en glad bij vochtig weer, mat bij droog weer.
Lamellen
De lamellen hebben gladde bladen, aanvankelijk witachtig, daarna lichtgeel.
Steel
De steel heeft een lengte an 4 tot 7 cm en een dikte van 0,7 tot 1,2 cm. De vorm is cilindrisch, massief, met een vliezige ring. Het oppervlak boven de ring is glad, in kleur variërend van witachtig tot roze en onder de ring is het villivormig, met strepen variërend van okerbruin tot rozebruin.
Geur en smaak
Het vlees is wit, met een bloemige smaak en geur.
Sporenprint
De sporenprint is wit.

### Microscopische kenmerken
De sporen zijn rond, 4-5 µm in diameter, glad, kleurloos. De basidia zijn viersporig, knotsvormig en 20-40 × 5-8 µm groot. Het lamelaire trama is van een onregelmatig type, de hyfen hebben een diameter van 4-8 µm.

## Vergelijkbare soorten
De slijmerige blekerik (Pholiota lenta) is vergelijkbaar. Hij onderscheidt zich door een vezelige, geschubde steel (onder de witte ringzone) en door zijn leefgebied: hij groeit op dood hout.

## Verspreiding
De tengere kleefparasol komt is alleen uit enkele Europese landen bekend.
In Nederland komt de tengere kleefparasol zeldzaam voor. Hij staat op de rode lijst in de categorie 'Ernstig Bedreigd'.

## Naamgeving
Dit taxon werd voor het eerst benoemd in 1821 door Elias Fries, die het Agaricus delicatus noemde. De huidige naam, erkend door de Index Fungorum, werd er in 1930 aan gegeven door Franklin Sumner Earle ex Paul Konrad en André Maublanc, die het overbrachten naar het geslacht Limacella.